# Janet.
A janet. című album Janet Jackson amerikai énekesnő ötödik stúdióalbuma. Ez az első albuma, ami új lemezkiadójánál, a Virgin Recordsnál jelent meg, ahová rekordnak számító összeggel szerződött le. Az albumot 1993. május 18-án adták ki, két nappal Janet huszonhetedik születésnnapja után, és az énekesnő egyik legsikeresebb albuma lett; ebből adtak el a legtöbbet – világszerte 17 millió példányt. A janet. album lett a Nielsen SoundScan történelme folyamán az első, női előadó által felvett album, ami az Egyesült Államokban a slágerlista első helyén nyitott. Az album hat hétig volt listavezető, 36 hétig maradt a Top 10-ben és összesen 106 hétig a Billboard 200 albumslágerlistán. A megjelenése utáni első hétben 350 000 példány kelt el belőle.
Jackson minden dal szövegét maga írta, a zene nagy részét pedig Jimmy Jam és Terry Lewis szerezték, bár Janet akkori férje, René Elizondo azt állította, ő is részt vett a zeneszerzésben. Az ő keze takarja Janet mellét az énekesnő félmeztelen képén, ami a Rolling Stone magazin borítójára került; ugyanezt a képet használják az albumhoz is, bár a legtöbb kiadáson csak Janet feje látható, a belső borítón pedig a hasa; a CD korlátozott példányszámú kiadásán, valamint az album klipjeit tartalmazó, szintén Janet. címet viselő videókazetta borítóján látható a teljes kép, az album dalaiból készült remixalbum, a Janet.Remixed borítóján pedig a kézzel letakart mellek.
Az albumról hat Top 10 sláger született. Az album elnyerte a Grammy-díjat, a MTV Video Music Awardot, a Billboard Music Awardot és a Soul Train Music Awardot, ezenkívül jelölték az American Music Awardra, Oscar-díjra (mivel egyik dala, az Again szerepelt Janet első filmjében betétdalként), és a Golden Globe-díjra.

## Fogadtatása
Az album az Egyesült Államokban hatszoros, az Egyesült Királyságban kétszeres platinalemez lett. A Nielsen SoundScan adatai szerint azonban az USA-ban még ennél is több, 9 millió példány kelt el belőle.

## Díjak
BILLBOARD MUSIC AWARDS
- Legjobb női pop előadó
- Legjobb női Billboard 200 előadó
- Legjobb női R&B-előadó
- Legjobb R&B-album
- Legtöbbet játszott R&B-dal (That’s the Way Love Goes)
- Legjobb R&B kislemezek női előadótól

GRAMMY-DÍJ
- Legjobb R&B-dal (That’s the Way Love Goes)

SOUL TRAIN MUSIC AWARDS
- Legjobb R&B/soul videóklip (If)

BMI POP AWARDS
- Legtöbbet játszott dal: Again
- Legtöbbet játszott dal: Any Time, Any Place
- Legtöbbet játszott dal: Because of Love
- Legtöbbet játszott dal: If
- Legtöbbet játszott dal: That’s the Way Love Goes
- Legtöbbet játszott dal: You Want This

MTV VIDEO MUSIC AWARD
- Legjobb videóklip női előadótól (If)

NICKELODEON KID’S CHOICE AWARDS
- Kedvenc énekesnő
- Kedvenc album

## Számlista
| #                             | Cím                                             | Szerzők                                  | Hossz |
| ----------------------------- | ----------------------------------------------- | ---------------------------------------- | ----- |
| 1.                            | Morning                                         |                                          | 0:31  |
| 2.                            | That’s the Way Love Goes                        | Janet Jackson, James Harris, Terry Lewis | 4:25  |
| 3.                            | You Know                                        |                                          | 0:12  |
| 4.                            | You Want This                                   | Jackson, Harris, Lewis                   | 5:05  |
| 5.                            | Be a Good Boy                                   |                                          | 0:07  |
| 6.                            | If                                              | Jackson, Harris, Lewis                   | 4:31  |
| 7.                            | Back                                            |                                          | 0:04  |
| 8.                            | This Time                                       |                                          | 6:58  |
| 9.                            | Go On Miss Janet                                |                                          | 0:05  |
| 10.                           | Throb                                           | Jackson, Harris, Lewis                   | 4:35  |
| 11.                           | What’ll I Do                                    | Jackson, Cropper, Shamwell               | 4:05  |
| 12.                           | The Lounge                                      |                                          | 0:15  |
| 13.                           | Funky Big Band                                  | Jackson, Harris, Lewis                   | 5:23  |
| 14.                           | Racism                                          |                                          | 0:08  |
| 15.                           | New Agenda                                      | Jackson, Harris, Lewis                   | 4:00  |
| 16.                           | Love Pt. 2                                      |                                          | 0:11  |
| 17.                           | Because of Love                                 | Jackson, Harris, Lewis                   | 4:20  |
| 18.                           | Wind                                            |                                          | 0:11  |
| 19.                           | Again                                           | Jackson, Harris, Lewis                   | 3:47  |
| 20.                           | Another Lover                                   |                                          | 0:11  |
| 21.                           | Where Are You Now                               | Jackson, Harris, Lewis                   | 5:!7  |
| 22.                           | Hold On Baby                                    |                                          | 0:10  |
| 23.                           | The Body That Loves You                         | Jackson, Harris, Lewis                   | 5:33  |
| 24.                           | Rain                                            |                                          | 0:18  |
| 25.                           | Any Time, Any Place                             | Jackson, Harris, Lewis                   | 7:08  |
| 26.                           | Are You Still Up                                |                                          | 1:36  |
| 27.                           | Sweet Dreams/Whoops Now                         | Jackson                                  | 5:34  |
| 2 lemezes változat, bónusz CD |                                                 |                                          |       |
| 1.                            | That’s the Way Love Goes/If (Medley)            |                                          | 5:48  |
| 2.                            | That’s the Way Love Goes (We Aimsta Win Mix)    |                                          | 5:41  |
| 3.                            | Again (French version)                          |                                          | 3:53  |
| 4.                            | If (Brothers in Rhythm Swing Yo Pants Mix)      |                                          | 6:20  |
| 5.                            | One More Chance                                 |                                          | 5:54  |
| 6.                            | That’s the Way Love Goes (CJ Macintosh R&B Mix) |                                          | 6:19  |
| 7.                            | If (Todd Terry Janet’s Jeep Mix)                |                                          | 6:27  |
| 8.                            | Again (Piano/Vocal)                             |                                          | 3:48  |

A Whoops Now című dal egy rejtett szám, a Sweet Dreams című összekötő szöveg után hallható.

## Kislemezek
- That’s the Way Love Goes (1993)
- If (1993)
- Again (1993)
- Because of Love (1994)
- Any Time, Any Place (1994)
- Throb (1994)
- You Want This (1994)
- Whoops Now/What’ll I Do (1995)

## Helyezések
| Slágerlista                  | Legfelső helyezés | Minősítés       |
| ---------------------------- | ----------------- | --------------- |
| USA Billboard 200            | 1                 | 7× platinalemez |
| USA Top R&B/Hip-Hop Albums   | 1                 |                 |
| Ausztrál albumslágerlista    | 1                 | 2× platinalemez |
| Brit albumslágerlista        | 1                 | 2× platinalemez |
| Dán albumslágerlista         | 1                 |                 |
| Dél-afrikai albumslágerlista | 1                 | 6× platinalemez |
| Finn albumslágerlista        | 7                 |                 |
| Francia albumslágerlista     | 16                | 2× aranylemez   |
| Holland albumslágerlista     | 5                 |                 |
| Japán albumslágerlista       | 5                 |                 |
| Kanadai albumslágerlista     | 1                 | 3× platinalemez |
| Magyar albumslágerlista      | 23                |                 |
| Német albumslágerlista       | 5                 | Aranylemez      |
| Olasz albumslágerlista       | 11                |                 |
| Osztrák albumslágerlista     | 7                 |                 |
| Norvég albumslágerlista      | 11                |                 |
| Spanyol albumslágerlista     | 47                |                 |
| Svájci albumslágerlista      | 10                | Aranylemez      |
| Svéd albumslágerlista        | 5                 |                 |
| Új-zélandi albumslágerlista  | 1                 | Platinalemez    |